# Hipótese do paraíso poluidor
A hipótese do paraíso poluidor postula que, quando as grandes nações industrializadas procuram instalar fábricas ou escritórios no exterior, muitas vezes procuram a opção mais barata em termos de recursos e mão de obra que ofereça a terra e o acesso material de que necessitam. No entanto, isso muitas vezes vem ao custo de práticas ambientalmente insalubres. As nações em desenvolvimento com recursos e mão de obra baratos tendem a ter regulamentações ambientais menos rigorosas e, inversamente, nações com regulamentações ambientais mais rígidas tornam-se mais caras para as empresas devido aos custos associados ao atendimento dessas normas. Assim, as empresas que optam por investir fisicamente em países estrangeiros tendem a (re)localizar-se nos países com os mais baixos padrões ambientais ou com menor fiscalização.

## Três escalas da hipótese
1. Os custos de controle da poluição têm impacto nas margens, onde exercem algum efeito nas decisões de investimento e nos fluxos comerciais.
2. Os custos de controle da poluição são importantes o suficiente para influenciar de forma mensurável o comércio e o investimento. Fábrica com chaminés com vista para o rio Yangtze

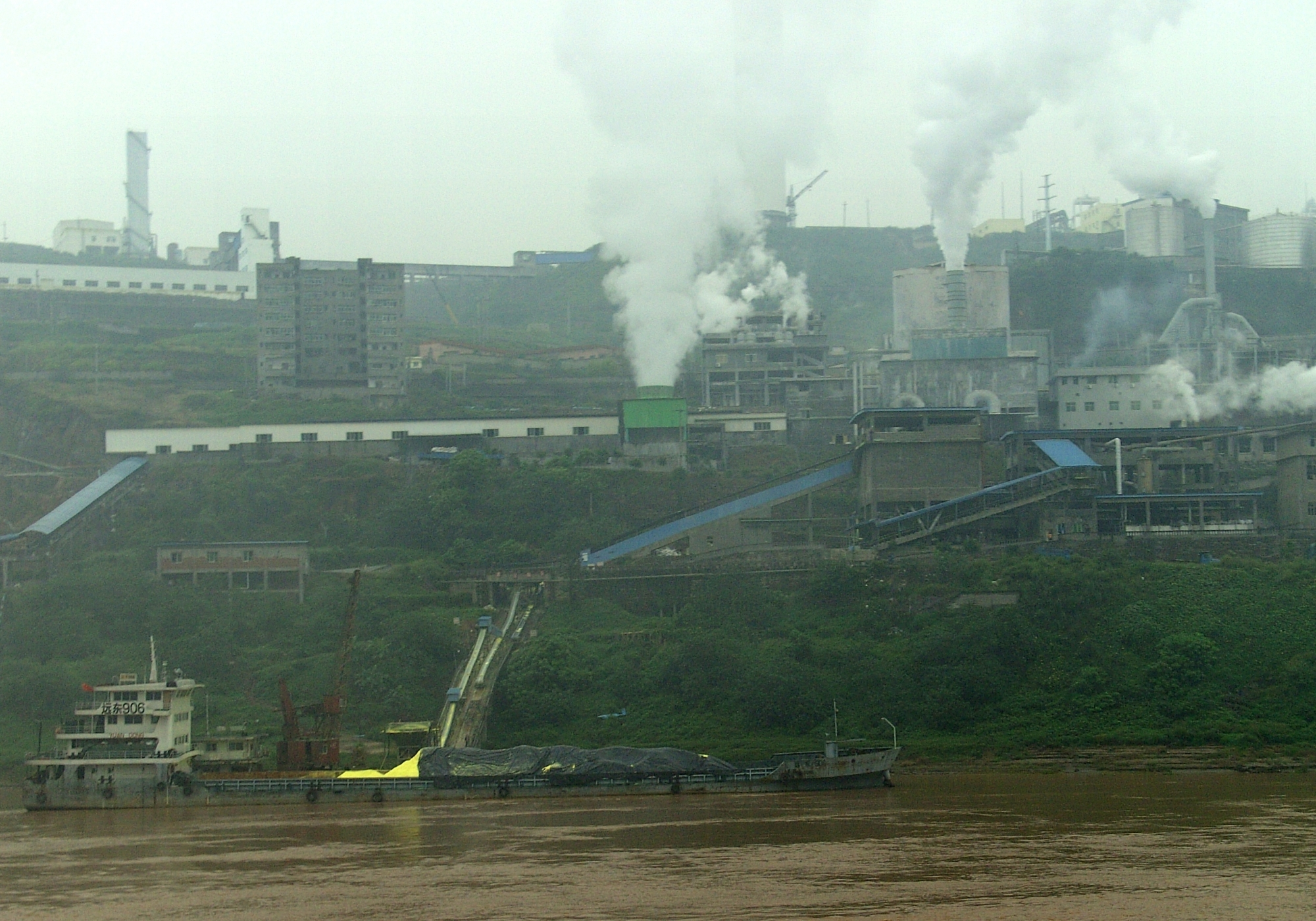
Fábrica com chaminés com vista para o rio Yangtze

3. Os países estabelecem seus padrões ambientais abaixo dos níveis socialmente eficientes para atrair investimentos ou promover suas exportações.[2]

As escalas 1 e 2 têm suporte empírico, mas a significância da hipótese em relação a outros fatores de investimento e comércio ainda é controversa. Um estudo descobriu que as regulamentações ambientais têm um forte efeito negativo sobre o IDE de um país, particularmente em indústrias de poluição intensiva quando medido pelo emprego. No entanto, esse mesmo estudo constatou que as regulamentações ambientais presentes nos vizinhos de um país têm um impacto insignificante nos fluxos comerciais desse país.

## Fórmula e variações
Yi = αRi + XiβI + εi
Na fórmula acima, Y é atividade econômica, R é rigor regulatório, X é um agregado de outras características que afetam Y e ε é um termo de erro. Teoricamente, alterando seu valor de R, os analistas poderão calcular o efeito esperado na atividade econômica. De acordo com a Hipótese do paraíso poluidor, essa equação mostra que as regulamentações ambientais e a atividade econômica estão negativamente correlacionadas, pois as regulamentações elevam o custo dos principais insumos de bens com produções intensivas em poluição e reduzem a vantagem comparativa das jurisdições nesses bens. Essa falta de vantagem comparativa faz com que as empresas se mudem para países com padrões ambientais mais baixos, diminuindo Y.
Há também uma fórmula expandida, conforme mostrado abaixo:
Yit = vi + αRit + γTit + θRitTit + X'βit + εit
Essa fórmula expandida leva em consideração se a liberalização comercial (ou seja, o nível de barreiras comerciais que existem em um país, rotulado como T) aumenta a correlação negativa entre atividade econômica (Y) e rigor regulatório (R). Alguns autores afirmam que as barreiras comerciais afetam desproporcionalmente o meio ambiente, e essa equação tenta quantificar a interação entre as barreiras comerciais e o rigor regulatório, e o efeito correspondente em relação ao produto em uma economia.

## Conexão com a curva ambiental de Kuznets

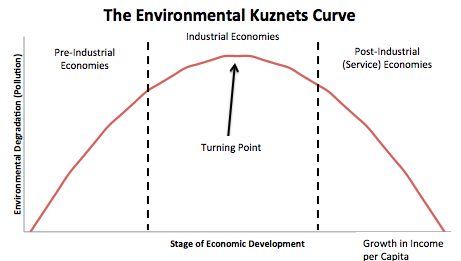
Uma simples recriação da Curva Ambiental de Kuznets, feita no Microsoft Excel (em inglês).

A curva ambiental de Kuznets (EKC) é um modelo conceitual que sugere que as concentrações de poluição de um país aumentam com o desenvolvimento e a industrialização até um ponto de virada, após o qual caem novamente à medida que o país usa sua maior riqueza para reduzir as concentrações de poluição, sugerindo que a ambiente nos países desenvolvidos vem à custa de um ambiente mais sujo nos países em desenvolvimento. Nesse sentido, o EKC é potencialmente um reflexo da Hipótese do paraíso poluidor, pois um dos fatores que podem impulsionar o aumento da degradação ambiental observado nas economias pré-industriais é o influxo de resíduos das economias pós-industriais. Essa mesma transferência de empresas poluidoras por meio do comércio e do investimento estrangeiro pode levar à diminuição da degradação ambiental observada na seção decrescente da EKC, que modela economias pós-industriais (de serviços). Esse modelo é válido em casos de desenvolvimento nacional, mas não necessariamente pode ser aplicado em escala local.

## Exemplo no mundo real
As baterias gastas que os estadunidenses entregam para serem recicladas estão sendo cada vez mais enviadas para o México, onde o chumbo dentro delas é extraído por métodos brutos que são ilegais nos Estados Unidos. Esse aumento do fluxo de exportação é resultado de novos padrões rígidos da Agência de Proteção Ambiental sobre poluição por chumbo, que tornam a reciclagem doméstica mais difícil e cara nos Estados Unidos, mas não proíbem as empresas de exportar o trabalho e o perigo para países onde os padrões ambientais são baixos e a execução é frouxa. Nesse sentido, o México está se tornando um paraíso de poluição para a indústria de baterias dos Estados Unidos porque as autoridades ambientais mexicanas reconhecem que não têm dinheiro, mão de obra e capacidade técnica para policiar o fluxo. De acordo com o jornal The New York Times em 2011, 20% das baterias americanas de veículos e industriais estavam sendo exportadas para o México, contra 6% em 2007, o que significa que aproximadamente 20 milhões de baterias cruzariam a fronteira naquele ano. Uma proporção significativa desse fluxo estava sendo contrabandeada depois de ser rotulada erroneamente como sucata de metal.

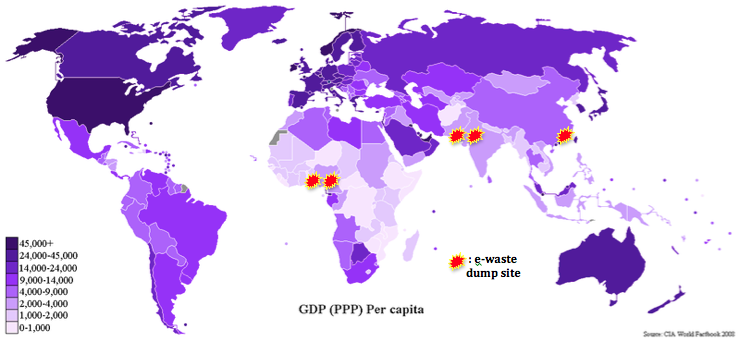
Mapa do PIB PPC per capita com locais conhecidos de despejo de lixo eletrônico adicionados em 2013.

O mapa-múndi mostrado aqui ilustra como os locais de despejo de lixo eletrônico (ou locais onde cidadãos ou corporações multinacionais de nações industrializadas despejam seus dispositivos eletrônicos usados) juntamente com o PIB PPC per capita desses países.

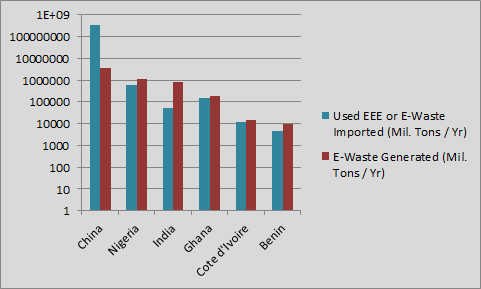
O gráfico mostra uma quantidade estimada de EEE Usado e lixo eletrônico importado para os países não-Anexo 1 do Protocolo de Kyoto, com o lixo gerado pelos suprimentos domésticos de cada país.

Embora o PIB PPC per capita não seja um indicador perfeito de desenvolvimento econômico, e os lixões de lixo eletrônico sejam apenas uma pequena faceta do que poderia ser um paraíso de poluição maior, este mapa ilustra como os lixões de lixo eletrônico geralmente estão localizados em regiões mais pobres, em nações relativamente pré-industriais, o que fornece algum suporte rudimentar para a hipótese do paraíso poluidor.

## Áreas de controvérsia
A primeira área de controvérsia com relação à Hipótese do paraíso poluidor tem a ver com as fórmulas acima. Encontrar uma medida apropriada de rigor regulatório (R) não é simples, porque queremos saber quanto a produção é mais cara em uma determinada jurisdição em relação a outras devido às regulamentações ambientais dessa jurisdição. Os custos de conformidade decorrentes desses regulamentos, no entanto, podem vir na forma de impostos ambientais, atrasos regulatórios, ameaça ou execução de ações judiciais, redesenho de produtos ou limites de emissões. Essa proliferação de estilos de custo torna o R difícil de quantificar.
Outra crítica importante da segunda fórmula é que é difícil medir o rigor regulatório e as barreiras comerciais porque os dois efeitos são provavelmente endógenos, de modo que poucos estudos tentaram estimar o efeito indireto da liberalização do comércio em paraísos de poluição. Além disso, os governos às vezes se envolvem em uma competição ineficiente para realmente atrair indústrias poluidoras por meio do enfraquecimento de seus padrões ambientais. No entanto, de acordo com a teoria econômica convencional, os governos que maximizam o bem-estar devem estabelecer padrões para que os benefícios justifiquem os custos na margem. Isso não significa que os padrões ambientais serão iguais em todos os lugares, pois as jurisdições têm diferentes capacidades assimilativas, custos de redução e atitudes sociais em relação ao meio ambiente, o que significa que é de se esperar heterogeneidade nos padrões de poluição. Por extensão, isso significa que a migração da indústria para jurisdições menos rigorosas pode não levantar preocupações de eficiência no sentido econômico.
Uma área final de controvérsia é se a hipótese do paraíso poluidor tem suporte empírico. Por exemplo, estudos encontraram evidências estatisticamente significativas de que países com má qualidade do ar têm exportações líquidas de carvão mais altas, mas a magnitude do impacto é pequena em relação a outras variáveis. Paul Krugman, um economista ganhador do Prêmio Nobel, é cético sobre se os paraísos de poluição têm suporte empírico na teoria econômica, como ele escreve: "Neste ponto, é difícil encontrar grandes exemplos de indústrias em que o fenômeno dos paraísos de poluição, na medida em que ocorre, leva a externalidades negativas internacionais. Isso não significa, no entanto, que tais exemplos não possam surgir no futuro."
A escala 3 acima teve argumentos empíricos feitos especificamente contra ela, especialmente nos últimos 20 anos. Alguns economistas argumentam que, uma vez que padrões ambientais mais altos sejam introduzidos em um país, as maiores empresas multinacionais presentes no país provavelmente pressionarão pela fiscalização, de modo a reduzir a vantagem de custo das empresas locais menores. Esse efeito tornaria os países com padrões ambientais rigorosos um paraíso para as grandes empresas, muitas vezes associadas a níveis mais altos de poluição, o que significa que os agentes poluentes podem ser empresas menores, em vez das multinacionais maiores, como teorizado por outros proponentes da Hipótese dos Paraísos de Poluição.